# 高步瀛
高步瀛（1873年—1940年），字阆仙、又字阆轩。河北霸县人。经学家、中国古典文学选注家。北京师范大学、辅仁大学教授。曾任中华民国教育部社会司司长。 與學者吳承仕、邵瑞彭等創辦「思辨社」。

## 家世
祖父清户部主事高庭蕙，父高德沛，生员。母张氏，河北新安人。幼年在外祖父家寄养，光绪二十年（1894年）高步瀛中举，后赴弘文学院留学。

## 治学
高步瀛为吴汝纶学生，尚秉和好友。他学识渊博，通经学、小学、史学，校勘功底过硬。其《文选李注义疏》是文选学的集大成之作；但因篇幅过于宏大而没能在有生之年完成，完成的部分注疏极为详审。其他受到了好评的文选有《唐宋文举要》《唐宋诗举要》《南北朝文举要》等。鲁迅曾在其手下任职。1925年，北洋政府免去鲁迅在教育部的职务，作为上司的高步瀛与其他职员一同表示了抗议。